# 本町 (守谷市)

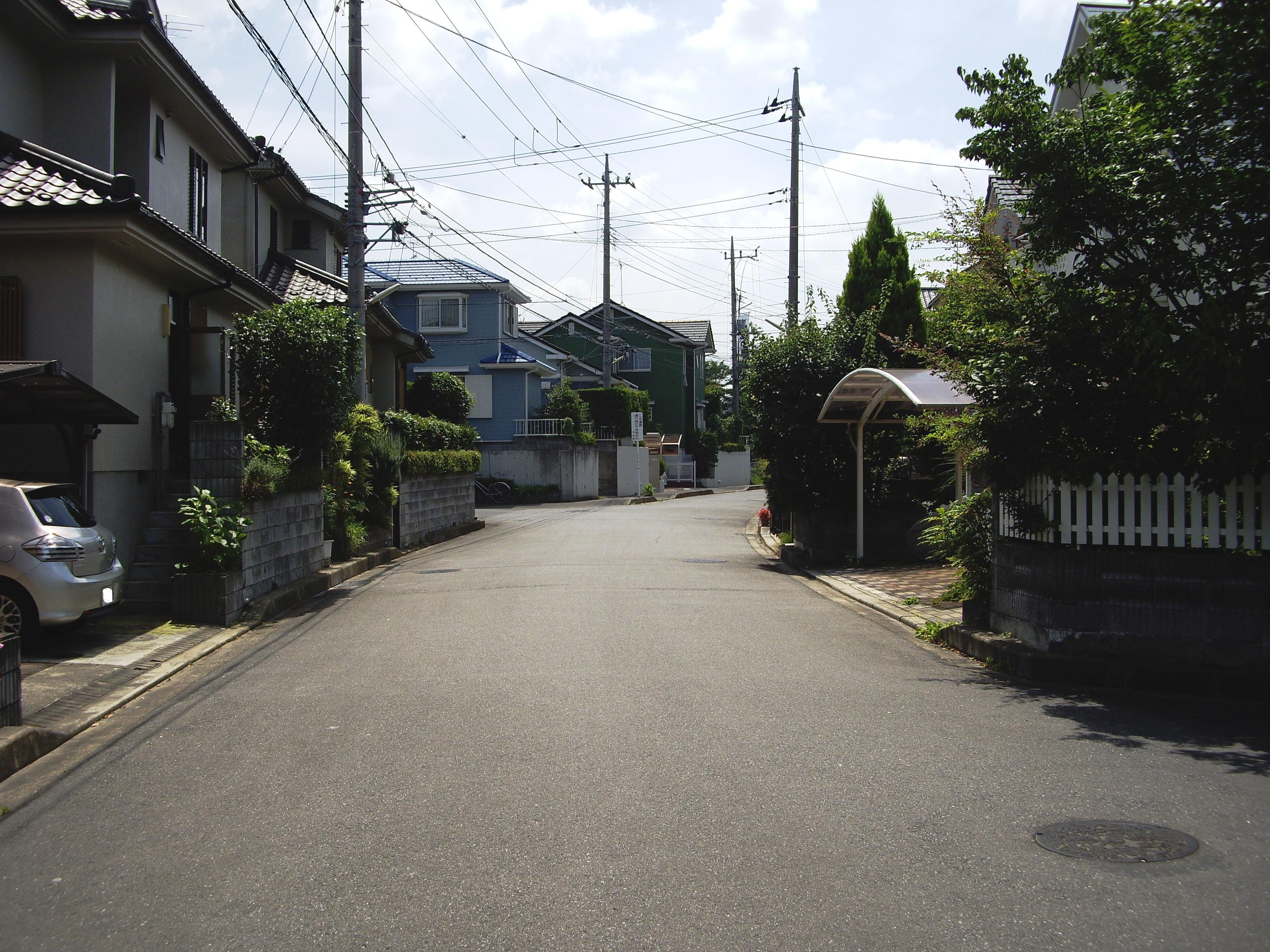
糺谷の住宅街

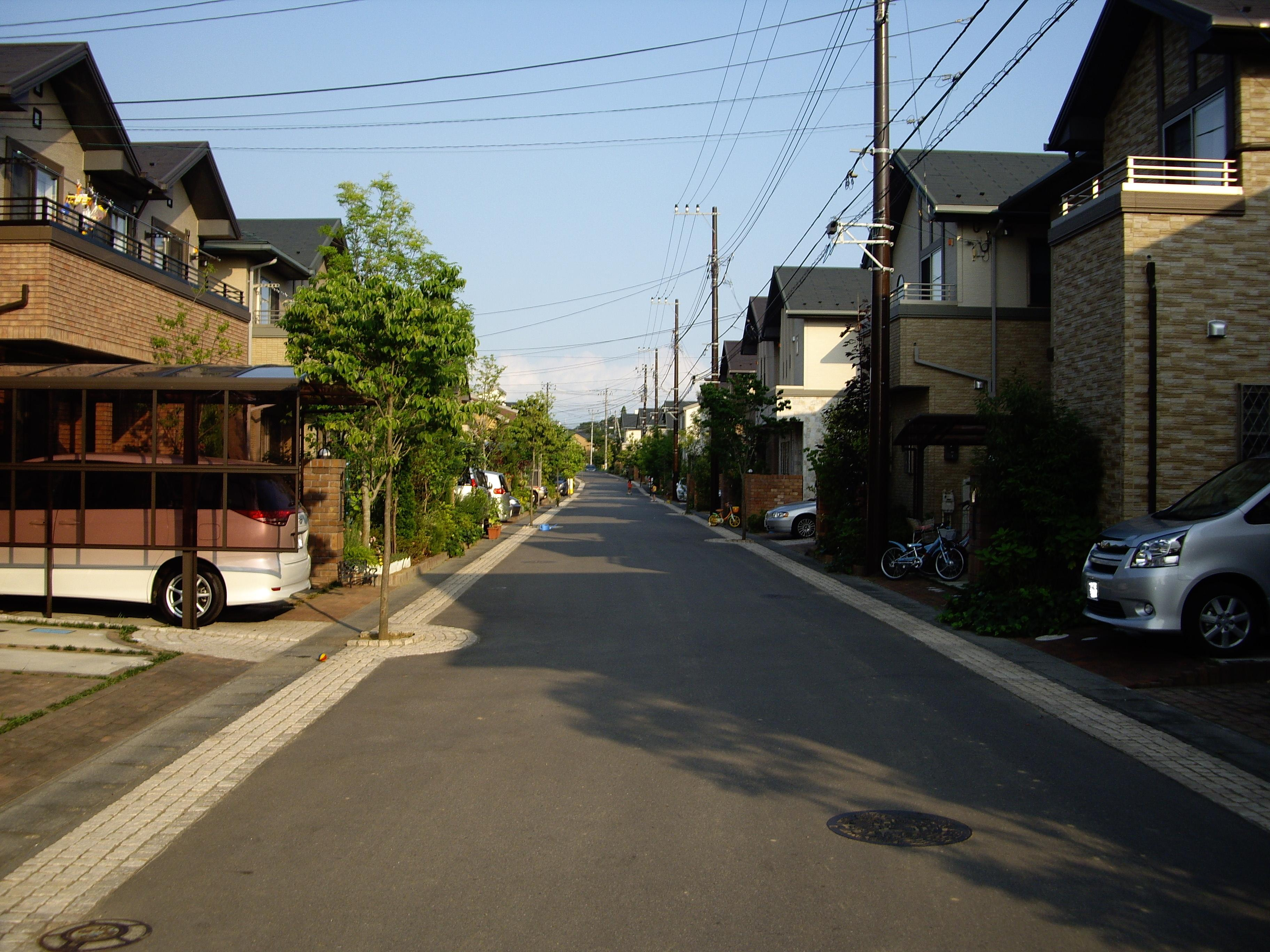
上町の新興住宅街

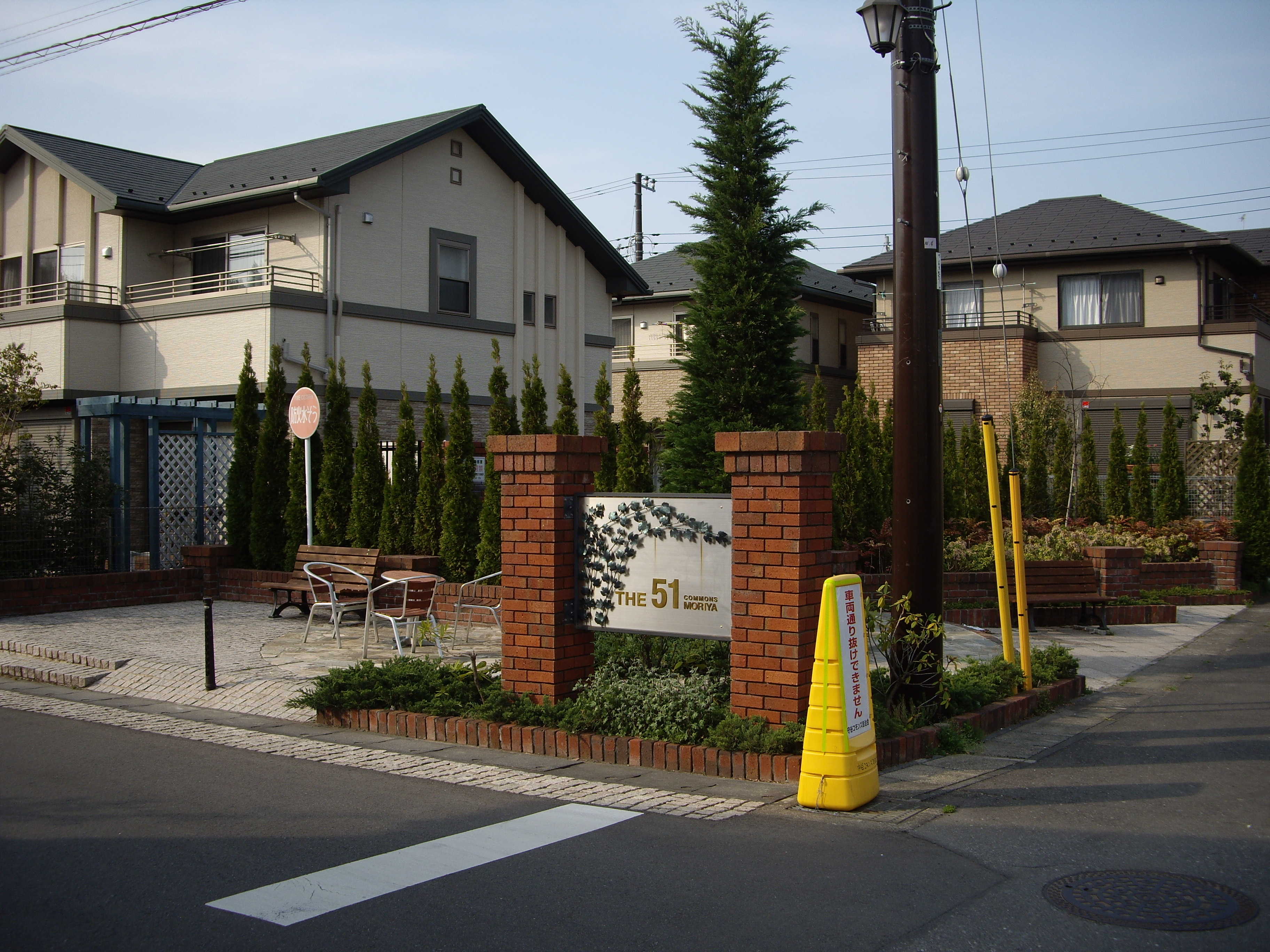
ベンチの置かれる街角

本町（ほんちょう）は、茨城県守谷市の地名。2002年（平成14年）に守谷の一部から新設された。郵便番号は302-0109（町内にある守谷郵便局のみ302-0199）。

## 地理
守谷市中央部に位置する。地域の北部は守谷の旧市街地として古い街並が残る一方で、南部を中心に昭和後期から新興住宅地としての整備も進み、現在も守谷駅、南守谷駅徒歩圏を中心に整備が進んでいる。地域の西部を関東鉄道常総線、国道294号が通り、地域内には市立守谷小学校、市立愛宕中学校、仲町行政サービスセンター・保健センター・守谷郵便局・筑波銀行守谷南支店がある。
東は同地・みずき野、取手市市之代・貝塚、西は百合ケ丘・松ケ丘・けやき台、南は乙子、北は中央・ひがし野・松並と接している。

### 地価
住宅地の地価は、2014年（平成26年）1月1日の公示地価によれば、本町字新町504番8の地点で10万4000円/m2となっている。

## 歴史
かつては当地を中心とした地域を｢守谷｣と称し、北部は古くは城下町として栄えた地域である。城下町部分は現在も旧市街地としての名残を残しており、その周縁では昭和期より新興住宅地としての開発が行われ、現在も続いている。
2001年（平成13年）3月19日の段階では守谷は6分割される予定となっており、現在の本町の区域は2分される予定であった。その提案は地域では受け入れられなかったということで、守谷の南東部、東部を合わせて現在の本町の区域となったが、それでは本町の区域が広くて分かりづらいという意見もあり、分割に当たっては最も意見の分かれた地域となった。また、区域が広いことから丁目を設定すべきだという意見が｢市制準備協議会｣などより挙がっていたが、分割の目安となる公共公益施設や河川が存在しないことから本町の新設時には設定しないこととし、地域内の都市計画道路の完成後に設定する予定となっている。

### 地名の由来
地域住民を対象としたアンケートにより｢本町｣が最も多い名称であったこと、2番目に多かった｢元町｣が横浜市中区の元町のイメージが強かったことから｢本町｣とした。また、当地域が歴史的な旧守谷町の中心部に当たる。
アンケートでは、その他にも｢南｣、｢青葉｣、｢上町｣、｢南ケ丘｣、｢古城｣、｢城の里｣、｢城址｣などの名称が挙げられた。

### 沿革
- 2002年（平成14年）2月2日 守谷市の市制施行と同時に守谷の南東部を中心に、同地の西部、大字乙子の一部を含めて本町を新設。守谷市本町となる。

### 町名の変遷
| 実施後 | 実施年月日   | 実施前（各大字ともその一部） |
| ------ | ------------ | ---------------------------- |
| 本町   | 2002年2月2日 | 守谷、同地、乙子字下宿       |

## 小字
本町には53の小字が存在する。それぞれ守谷、同地、乙子の頃からの小字を継承したもので、一部は同じく守谷から分裂した松並・百合ケ丘に跨る。
- 足軽町
- 愛宕
- 愛宕裏
- 愛宕下
- 市ノ代道下
- 内畑
- 後沼
- 榎前
- 奥山
- 奥山下
- 奥山前
- 御茶屋下
- 上裏

- 上町
- 柿ノ沢
- 崖下
- 萱場
- 金足
- 金ケ崎道上
- 荒神
- 荒神下
- 古城沼
- 籠山
- 籠山下
- 小山下
- 坂町

- 山王下
- 篠根入
- 下宿
- 下山
- 下町
- 宿裏
- 宿畑
- 城内
- 城張
- 新町
- 新屋敷
- 大日浦
- 糺谷

- 天ノ窪
- 天神下
- 天神前道下
- 同地道下
- 仲町
- 仲割
- 平久保
- 法花坊
- 前沼
- 向原
- 向山
- 薬師堂下
- 屋敷附

- 割山

## 通称町名
本町には、23の通称町名（行政区名）が存在する。通称町名（行政区名）は、一部小字と重複するほか、共同住宅の名称など施設名が用いられているものも存在する。
- 愛宕
- 海老原町
- 奥山新田
- 奥山本田
- 柿の沢
- 上町
- 県営住宅
- 坂町

- 左近
- 山王様前
- 下新田
- 下町
- 城山
- 城内
- 新愛宕
- 新町

- 新明寮
- 栄町
- 辰新田
- つくし野
- 仲町
- 南守谷
- 若松町

## 世帯数と人口
2017年（平成29年）8月1日現在の世帯数と人口は以下の通りである。
| 大字 | 世帯数    | 人口    |
| ---- | --------- | ------- |
| 本町 | 3,163世帯 | 7,368人 |

## 交通
北部は首都圏新都市鉄道つくばエクスプレス・関東鉄道常総線守谷駅、南部は関東鉄道常総線南守谷駅が徒歩圏である。また、守谷駅東口からの路線バス、守谷駅西口からの守谷市コミュニティバス｢モコバス｣が地域内を走っている。
路線バス
地域内には｢上町｣、｢保健センター前｣、｢守谷郵便局｣、｢下新田｣、｢南守谷駅入口｣の5つの停留所がある。
| 系統                             | 主要経由地                                               | 行先           | 運行会社 |
| -------------------------------- | -------------------------------------------------------- | -------------- | -------- |
|                                  | 上町・守谷郵便局・南守谷駅入口・谷井田・山王局前         | 取手駅西口     | ■関鉄    |
|                                  | 上町・守谷郵便局・南守谷駅入口・さくらの杜公園前・谷井田 | 大橋           | ■関鉄    |
|                                  | 上町・守谷郵便局・南守谷駅入口・さくらの杜公園前         | けやき通り中央 | ■関鉄    |
| 深夜                             | 上町・守谷郵便局・南守谷駅入口・さくらの杜公園前         | けやき通り中央 | ■関鉄    |
| 循環                             | 上町・守谷郵便局・南守谷駅入口・さくらの杜公園前         | みずき野       | ■関鉄    |
|                                  | さくらの杜公園前・南守谷駅入口・守谷郵便局・上町         | 守谷駅東口     | ■関鉄    |
| 備考 深夜は23時以降・料金5割増。 |                                                          |                |          |

また、地域内の一部のバス停留所は、以下のように変更が行われている。
- 保健センター前←仲町←守谷町役場前
- 下新田←下町新田
- 南守谷駅入口←愛宕

また、現在は廃止されたが、かつては以下のバス停留所が存在した。
- 乙子（現在の｢乙子交差点｣東側）

モコバス
地域内には｢ロックシティ前｣、｢松ケ丘一丁目｣、｢けやき台五丁目｣、｢けやき台四丁目｣、｢西友楽市前｣の5つの停留所がある。Bルート左回りの各停留所は、｢ロックシティ前｣停留所が百合ケ丘三丁目、｢松ケ丘一丁目｣停留所が松ケ丘一丁目、｢けやき台五丁目｣停留所がけやき台五丁目、｢けやき台四丁目｣、｢西友楽市前｣停留所がけやき台四丁目に所在する。
| 系統        | 主要経由地                                                           | 行先       | 運行会社 |
| ----------- | -------------------------------------------------------------------- | ---------- | -------- |
| Bルート(右) | ロックシティ前・松ケ丘一丁目・けやき台四丁目・西友楽市前・南守谷駅   | 守谷市役所 | ■関鉄    |
| Bルート(左) | 西友楽市前・けやき台四丁目・松ケ丘一丁目・ロックシティ前・守谷駅西口 | 守谷市役所 | ■関鉄    |

## 小・中学校の学区
市立小・中学校に通う場合、学区は以下の通りとなる。
| 地域 | 小学校     | 中学校     |
| ---- | ---------- | ---------- |
| 北部 | 守谷小学校 | 守谷中学校 |
| 南部 | 郷州小学校 | 愛宕中学校 |

## 施設
- まつやま保育園 - 本町4210番地
- 守谷ひかり幼稚園 - 本町6017番地4
- 守谷市立守谷小学校 - 本町858番地
- 守谷市立愛宕中学校 - 本町4325番地2
- 仲町行政サービスセンター・保健センター - 本町631番地1
- 守谷郵便局 - 本町701番地2
- 筑波銀行守谷南支店 - 本町153番地1
- 雲天寺 - 本町358番地
- 西林寺 - 本町726番地

## 関連サイト
- 守谷コモンズ自治会